# Back to the Start
Back to the Start – szósty singel brytyjskiej wokalistki popowej Lily Allen z jej drugiego albumu studyjnego zatytułowanego It’s Not Me, It’s You. Jest to jej ostatni singel, gdyż Lily ogłosiła rezygnację z branży muzycznej. Utwór został napisany w 2009 roku przez Lily Allen i Grega Kurstina, który zajął się też produkcją singla. W 2010 roku został wydany jako singel na 7-calowym winylowym formacie tylko w ograniczonej do 1000 egzemplarzy i był dostępny tylko z wybranych niezależnych sklepach muzycznych w Wielkiej Brytanii. Stroną B singla jest utwór „Kabul Shit”. Singel nie odniósł sukcesu komercyjnego jak pozostałe single wokalistki i nie był notowany na listach przebojów.

## Lista utworów
- Limitowana edycja 7” Vinyl

1. „Back to the Start” – 4:14
2. „Kabul Shit” – 3:45